# Tomophyllum subrepandulum
Tomophyllum subrepandulum är en stensöteväxtart som först beskrevs av Christ, och fick sitt nu gällande namn av Barbara S. Parris. Tomophyllum subrepandulum ingår i släktet Tomophyllum och familjen Polypodiaceae. Inga underarter finns listade.